# HD 37124 b
HD 37124 b est une exoplanète découverte en 2000 qui orbite à l'intérieur de la zone habitable de l'étoile HD 37124 et reçoit un ensoleillement similaire à celui de Vénus. D'après sa masse, il est probable qu'elle soit une géante gazeuse comme Jupiter et pourrait donc posséder des satellites naturels susceptibles d'abriter la vie.

Tailles des planètes en orbite autour de l'étoile HD 37124

Orbite des 3 planètes autour de l'étoile HD 37124

## Désignation
HD 37124 b a été sélectionnée par l'Union astronomique internationale (IAU) pour la procédure NameExoWorlds, consultation publique préalable au choix de la désignation définitive de 305 exoplanètes découvertes avant le 31 décembre 2008 et réparties entre 260 systèmes planétaires hébergeant d'une à cinq planètes. La procédure, qui a débuté en juillet 2014, s'achèvera en août 2015, par l'annonce des résultats, lors d'une cérémonie publique, dans le cadre de la XIXe Assemblée générale de l'IAU qui se tiendra à Honolulu (Hawaï).